# Novo Selo (Roese)
Novo Selo (Bulgaars: Ново село) is een dorp in Bulgarije. Het dorp is gelegen in de gemeente Roese in de oblast Roese. Het dorp ligt 22 km ten zuiden van Roese en 262 km ten noordoosten van de hoofdstad Sofia.

## Bevolking
Op 31 december 2019 telde het dorp Novo Selo 1049 inwoners. De inwoners zijn voornamelijk etnische Bulgaren (98,3%), gevolgd door een Turkse minderheid (0,7%).
Van de 1157 inwoners die in februari 2011 werden geregistreerd, waren er 147 jonger dan 15 jaar oud (12%), terwijl er 343 inwoners van 65 jaar of ouder werden geteld (30%).
Basarabovo · Bazan · Chotantsa · Dolno Ablanovo · Jastrebovo · Marten · Nikolovo · Novo Selo · Prosena · Roese · Sandrovo · Semerdzjievo · Tetovo · Tsjervena Voda